# Hiperantha
Genre
Hiperantha est un genre d'insectes de l'ordre des coléoptères, de la famille de Buprestidae, sous-famille des Buprestinae, tribu des Stigmoderini.

## Historique et dénomination
Le genre Hiperantha a été décrit par l’entomologiste allemand Johannes von Nepomuk Franz Xaver Gistel en 1834.

### Synonymie
- Hyperantha Mannerheim, 1837
- Hyperanthella Hoscheck in Hoscheck & Théry, 1928
- Poecilonota Solier, 1833

## Liste des espèces
Selon BioLib (6 juillet 2021) :
- Hiperantha bella (Saunders, 1869)
- Hiperantha boyi (Théry, 1936)
- Hiperantha decorata (Gory, 1841)
- Hiperantha fontainieri (Théry, 1928)
- Hiperantha hoscheki (Théry, 193)4
- Hiperantha interrogationis (Klug, 1825)
- Hiperantha langsdorffii (Klug, 1825)
- Hiperantha menetriesii (Mannerheim, 1837)
- Hiperantha pallida (Obenberger, 1922)
- Hiperantha pilifrons (Kerremans, 1903)
- Hiperantha quadrisignata (Hoscheck, 1928)
- Hiperantha sallei (Rojas, 1855 )
- Hiperantha sanguinosa (Mannerheim, 1837)
- Hiperantha saundersi (Théry, 1928)
- Hiperantha speculigera (Perty, 1830)
- Hiperantha stempelmanni (Berg, 1889)
- Hiperantha stigmaticollis (Desmarest, 1843)
- Hiperantha terminalis (Gory & Laporte, 1839)
- Hiperantha testacea (Fabricius, 1801)
- Hiperantha theryi (Hoscheck, 1928)
- Hiperantha vittaticollis (Desmarest, 1843)